# Werner Krämer
Werner «Eia» Krämer (Duisburgo, 23 de enero de 1940-ibídem, 12 de febrero de 2010) fue un futbolista alemán que jugaba como centrocampista.
Varios miembros de su familia fueron futbolistas: sus hijos Christian y Michael, su hermano Johannes "Hans" y su tío Walter.

## Fallecimiento
Tras casi una década con problemas de salud, en 2009 le fueron amputadas ambas piernas. Finalmente, murió el 12 de febrero de 2010 a la edad de 70 años, como consecuencia de una grave enfermedad.

## Selección nacional
Fue internacional con la selección de Alemania Federal en 13 ocasiones y convirtió 3 goles. Formó parte de la selección subcampeona de la Copa Mundial de 1966.

### Participaciones en Copas del Mundo
| Mundial                        | Sede       | Resultado  | Partidos | Goles |
| ------------------------------ | ---------- | ---------- | -------- | ----- |
| Copa Mundial de Fútbol de 1966 | Inglaterra | Subcampeón | 1        | 0     |

## Clubes
| Club          | País             | Año       |
| ------------- | ---------------- | --------- |
| MSV Duisburgo | Alemania Federal | 1958-1967 |
| Hamburgo SV   | Alemania Federal | 1967-1969 |
| VfL Bochum    | Alemania Federal | 1969-1973 |

## Condecoraciones
| Distinción      | Año  |
| --------------- | ---- |
| Laurel de Plata | 1966 |